# بوژیدار یوویچ
بوژیدار یوویچ (انگلیسی: Božidar Jović؛ زادهٔ ۱۳ فوریهٔ ۱۹۷۲) بازیکن هندبال اهل کرواسی بود.